# NGC 7558
NGC 7558 (другие обозначения — PGC 70844, MCG 3-59-16, HCG 93E, NPM1G +18.0584) — галактика в созвездии Пегас.
Этот объект входит в число перечисленных в оригинальной редакции «Нового общего каталога».